# Ostracion meleagris
Ostracion meleagris — це вид риб кузовкових. 

## Опис
Риба до 25 сантиметрів. Самці та самки з молоддю відрізняються за кольором: у самців спина чорнувата з білими п'ятнами, а збоку голубоваті, з яркими жовтуватами смугами та п'ятнами. Самки й мальки темно-карі й чорнуваті, з білими п'ятнами. Як і в інших видів кузовкових, костистий панцир надає йому кутоватий вигляд, через що його описували нібито він нагадує тахту.

## Поширення та середовище існування
Зустрічається в Індійському та Тихому океанах на рифах на глубині від 1 до 30 метрів. 